# Distrikt Huaro
Der Distrikt Huaro liegt in der Provinz Quispicanchi der Region Cusco in Südzentral-Peru. Der Distrikt wurde am 26. September 1952 gegründet. Er hat eine Fläche von 106,28 km². Beim Zensus 2017 lebten 4505 Einwohner im Distrikt. Im Jahr 1993 lag die Einwohnerzahl bei 4418 im Jahr 2007 bei 4366. Die Distriktverwaltung befindet sich in der 3162 m hoch gelegenen Kleinstadt Huaro mit 1833 Einwohnern (Stand 2017). Huaro liegt knapp 2 km westlich der Provinzhauptstadt Urcos. 

## Geographische Lage
Der Distrikt Huaro befindet sich in den Anden im Südwesten der Provinz Quispicanchi. Der Distrikt erstreckt sich über das Einzugsgebiet der Quebrada Huaro sowie dem oberen Einzugsgebiet der Quebrada Sullumayo, beides linke Nebenflüsse des Río Vilcanota (Oberlauf des Río Urubamba).
Der Distrikt Huaro grenzt im Nordwesten an den Distrikt Andahuaylillas, im Osten an die Distrikte Urcos und Quiquijana, im Süden an den Distrikt Acomayo (Provinz Acomayo) sowie im Südwesten an den Distrikt Rondocan (ebenfalls in der Provinz Acomayo).